# 有限会社 (ドイツ)
ドイツ法における有限会社（ゆうげんがいしゃ、ドイツ語: Gesellschaft mit beschränkter Haftung; GmbH、ゲゼルシャフト・ミット・ベシュレンクター・ハフトゥング、ゲーエムベーハー）とは、有限会社法 (Gesetz betreffend die Gesellschaften mit beschränkter Haftung; GmbH-Gesetz; GmbHG) に基づく企業組織の一形態であり、有限責任の資本会社 (Kapitalgesellschaft) である。法人であり、会社 (Handelsgesellschaft) とみなされる。Gesellschaft は「組合」（会社を含む）を、mit beschränkter Haftung は「有限責任の」を意味する。同じ名称を有する法人形態は、ドイツ語圏のオーストリアやスイスとリヒテンシュタインにも見られる。

## 概要
日本の旧有限会社（YK、2006年5月新会社法施行により廃止）はドイツの有限会社 (GmbH) に由来しており、また合同会社の起源であるアメリカ合衆国の LLC もこれに影響を受けて設けられたものである。日本では法人格のある私企業はほとんどの場合には株式会社 (KK) の組織を取るが、ドイツでは大企業でも株式会社 (AG) ではなく有限会社 (GmbH) であることが多い。